# Erdei János Sportcsarnok
Az Erdei János Sportcsarnok Makó város egyik, sportesemények lebonyolítására alkalmas létesítménye. Az épületet ezenfelül a szomszédos József Attila Gimnázium tanulói órarendi beosztás szerint használják sportolásra, de több városi rendezvényt is itt tartanak. A Makovecz Imre tervezte organikus stílusú épület egyúttal a város egyik látnivalója is.
Az 1895-ben átadott főgimnázium épületét 2000-ben újították fel Makovecz Imre tervei alapján. Ekkor az iskola több új tanteremmel, rendezvényteremmel és aulával is bővült. Ugyanekkor a mellette fekvő telken, a Csanád vezér tér 6-10. szám alatt - a püspöki rezidenciától balra - felépült az akkor még Városi Sportcsarnok névre hallgató létesítmény.
Az épületben ötvöződik az organikus jelleg és az iskolaépületre jellemző eklektika. A háromszintes sportcsarnokban egyoldali lelátó és átalakítható kézilabdapálya található, amely a helyi csapatok: az NB I/B-ben játszó Makói Kézilabda Club és az NB II Délkelet csoportban szereplő Marosmenti Női Kézilabda Egyesület otthona. Itt edz és játszik a kézilabdacsapatok szurkolóiból 2009 márciusában verbuválódott sportegyesület, az Onion City Makó is. Az épületben rendezték meg 2006-ban az Aerobik Magyar Kupa Döntő és Hungarian Opent, a névadás óta pedig évente sor kerül az Erdei János Ökölvívó Emléktornára.
A 2001 óta megrendezett Makó Expo otthona szintén a sportcsarnok; a gazdasági seregszemlén a testvérvárosok és a helyi vállalkozók, az ipar képviselői állítanak ki. Hagyományosan az épületben kerül sor a város öt középiskolája által szervezett gomb- illetve szalagavató bálokra is. A tágas, büfével is felszerelt aulában láthatták az érdeklődők 2010-es Tér-Film-Zene Fesztivál helyi vetítéseit. Itt helyezték el a város olimpikonjainak (Erdei János, Szabó László, Pigniczki Krisztina) nevét megörökítő emléktáblát.
A sportcsarnokot 2009. május 9-én, városnapon nevezték el Erdei János makói ökölvívóról; ugyanekkor egy réztáblát is elhelyeztek az épület homlokzatán, amibe a sportoló nevét vésték. A névadás Molnár László önkormányzati képviselő ötlete volt; az erről szóló döntést pedig 2009 februárjában hozta meg a képviselő-testület.